# Fäktning vid olympiska sommarspelen 1952
Vid olympiska sommarspelen 1952 i Helsingfors avgjordes sju grenar i fäktning, sex för män och en för kvinnor, och tävlingarna hölls mellan 21 juli och 1 augusti 1952 i Westend Tennishall. Antalet deltagare var 286 tävlande från 32 länder.

## Medaljfördelning
| Medaljfördelning |           |      |        |       |        |
| Placering        | Nation    | Guld | Silver | Brons | Totalt |
| 1                | Italien   | 3    | 4      | 1     | 8      |
| 2                | Ungern    | 2    | 2      | 2     | 6      |
| 3                | Frankrike | 2    | 0      | 1     | 3      |
| 4                | Sverige   | 0    | 1      | 0     | 1      |
| 5                | Schweiz   | 0    | 0      | 2     | 2      |
| 6                | Danmark   | 0    | 0      | 1     | 1      |

## Medaljörer

### Herrar
| Gren                    | Guld | Silver | Brons |
| Värja Detaljer...       | Edoardo Mangiarotti · Italien                                                                                               | Dario Mangiarotti · Italien                                                                                               | Oswald Zappelli · Schweiz                                                                                              |
| Värja lag Detaljer...   | Italien · Roberto Battaglia · Carlo Pavesi · Franco Bertinetti · Giuseppe Delfino · Dario Mangiarotti · Edoardo Mangiarotti | Sverige · Berndt-Otto Rehbinder · Bengt Ljungquist · Per Carleson · Carl Forssell · Sven Fahlman · Lennart Magnusson      | Schweiz · Otto Rüfenacht · Paul Meister · Oswald Zappelli · Paul Barth · Willy Fitting · Mario Valota                  |
| Florett Detaljer...     | Christian d'Oriola · Frankrike                                                                                              | Edoardo Mangiarotti · Italien                                                                                             | Manlio Di Rosa · Italien                                                                                               |
| Florett lag Detaljer... | Frankrike · Christian d'Oriola · Jacques Lataste · Jehan Buhan · Claude Netter · Jacques Noël · Adrien Rommel               | Italien · Giancarlo Bergamini · Antonio Spallino · Manlio Di Rosa · Giorgio Pellini · Edoardo Mangiarotti · Renzo Nostini | Ungern · Endre Palócz · Tibor Berczelly · Endre Tilli · Aladár Gerevich · József Sákovics · Lajos Maszlay              |
| Sabel Detaljer...       | Pál Kovács · Ungern | Aladár Gerevich · Ungern                                                                                                  | Tibor Berczelly · Ungern                                                                                               |
| Sabel lag Detaljer...   | Ungern · Bertalan Papp · László Rajcsányi · Rudolf Kárpáti · Tibor Berczelly · Aladár Gerevich · Pál Kovács                 | Italien · Giorgio Pellini · Vincenzo Pinton · Renzo Nostini · Mauro Racca · Gastone Darè · Roberto Ferrari                | Frankrike · Maurice Piot · Jacques Lefèvre · Bernard Morel · Jean Laroyenne · Jean-François Tournon · Jean Levavasseur |

### Damer
| Gren                | Guld                   | Silver              | Brons                    |
| Florett Detaljer... | Irene Camber · Italien | Ilona Elek · Ungern | Karen Lachmann · Danmark |

## Deltagande nationer
Totalt deltog 286 fäktare (249 män och 37 kvinnor) från 32 länder vid de olympiska spelen 1952 i Helsingfors.
| | | | |
| - Argentina (11) - Australien (6) - Belgien (14) - Brasilien (5) - Danmark (12) - Egypten (8) - Finland (11) - Frankrike (21) | - Guatemala (3) - Irland (4) - Italien (18) - Japan (1) - Kanada (2) - Kuba (1) - Luxemburg (4) - Mexiko (4) | - Norge (5) - Polen (13) - Portugal (10) - Rumänien (8) - Saarland (5) - Schweiz (10) - Sovjetunionen (16) - Storbritannien (17) | - Sverige (10) - Sydvietnam (1) - Tyskland (9) - Ungern (17) - Uruguay (2) - USA (20) - Venezuela (10) - Österrike (8) |